# Uncle Slam
Uncle Slam – amerykański zespół wykonujący crossover thrash z Los Angeles.
Uncle Slam został założony w 1984 początkowo pod nazwą The Brood w pierwotnym składzie: Jon Nelson, Todd Moyer, John Flitcraft, Amery Smith (były perkusista Suicidal Tendencies). Po wydaniu debiutanckiego albumu The Brood w 1986, zespół zdecydował zmienić nazwę na Uncle Slam rok później.
Flitcraft (bass) odszedł z zespołu jeszcze przed zmianą owej nazwy, zastąpił go Louiche Mayorga, który poprzednio grał obok swojego kolegi Smitha w Suicidal Tendencies. Ten jednak również niedługo zagrzał miejsca w zespole. Jego miejsce z kolei zajął Bob Heathcote (który później dołączył do ST). Roszady w obsadzie basisty zakończyły się podczas gdy do bandu dołączył Simon Oliver. Ale nie na długo...
Pierwszym albumem "Wujka Slama" było Say Uncle wydane w 1988 r. przez Caroline Records. Przed tym jak zespół miał pracować nad kontynuacją albumu, Oliver odszedł w 1989 zastąpiony przez Angelo Espino, by powrócić wkrótce potem w 1991.
W 1993 r. wydano drugą z kolei płytę o nazwie Will Work for Food, tym razem przez wytwórnię Restless Records. Ówczesny perkusista, Smith odszedł z zespołu jeszcze tego samego roku. Na jego miejsce wskoczył kolejny ex-członek Suicidal Tendencies: R. J. Herrera. W roku 1995, w składzie Moyer, Oliver, Herrera, Uncle Slam nagrał swoją trzecią i zarazem ostatnią płytę When God Dies pod szyldem Medusa Records. Tegoż samego roku, zespół rozpadł się.

## Muzycy
Ostatni skład
- Todd Moyer – gitara, wokal (1984-1995)
- Simon Oliver – gitara basowa (1987-1989, 1991-1995)
- R. J. Herrera – perkusja (1994-1995)

Byli członkowie
- Jon Nelson – wokal, gitara (1984-1987) †
- John Flitcraft – gitara basowa, wokal wspierający (1984-1986) †
- Louiche Mayorga – gitara basowa (1986-1987)
- Bob Heathcote – gitara basowa (1987)
- Angelo Espino – gitara basowa (1989-1991)
- Amery Smith – perkusja, wokal wspierający (1984-1994)

† = Członkowie obecni w zespole przed zmianą nazwy